# Sumpkaparspindel
Sumpkaparspindel (Ero cambridgei) är en spindelart som beskrevs av Kulczynski 1911. Sumpkaparspindel ingår i släktet Ero och familjen kaparspindlar. Arten är reproducerande i Sverige. Inga underarter finns listade i Catalogue of Life.